# Epifenomenalisme
Epifenomenalisme is een stellingname in de filosofie van de geest, dat het bewustzijn een volkomen machteloos bijverschijnsel van hersenprocessen is. Volgens deze visie zijn geestelijke verschijnselen slechts epifenomenen, ofwel een nevenverschijnselen van fysische verschijnselen in de wereld.

## Algemeen

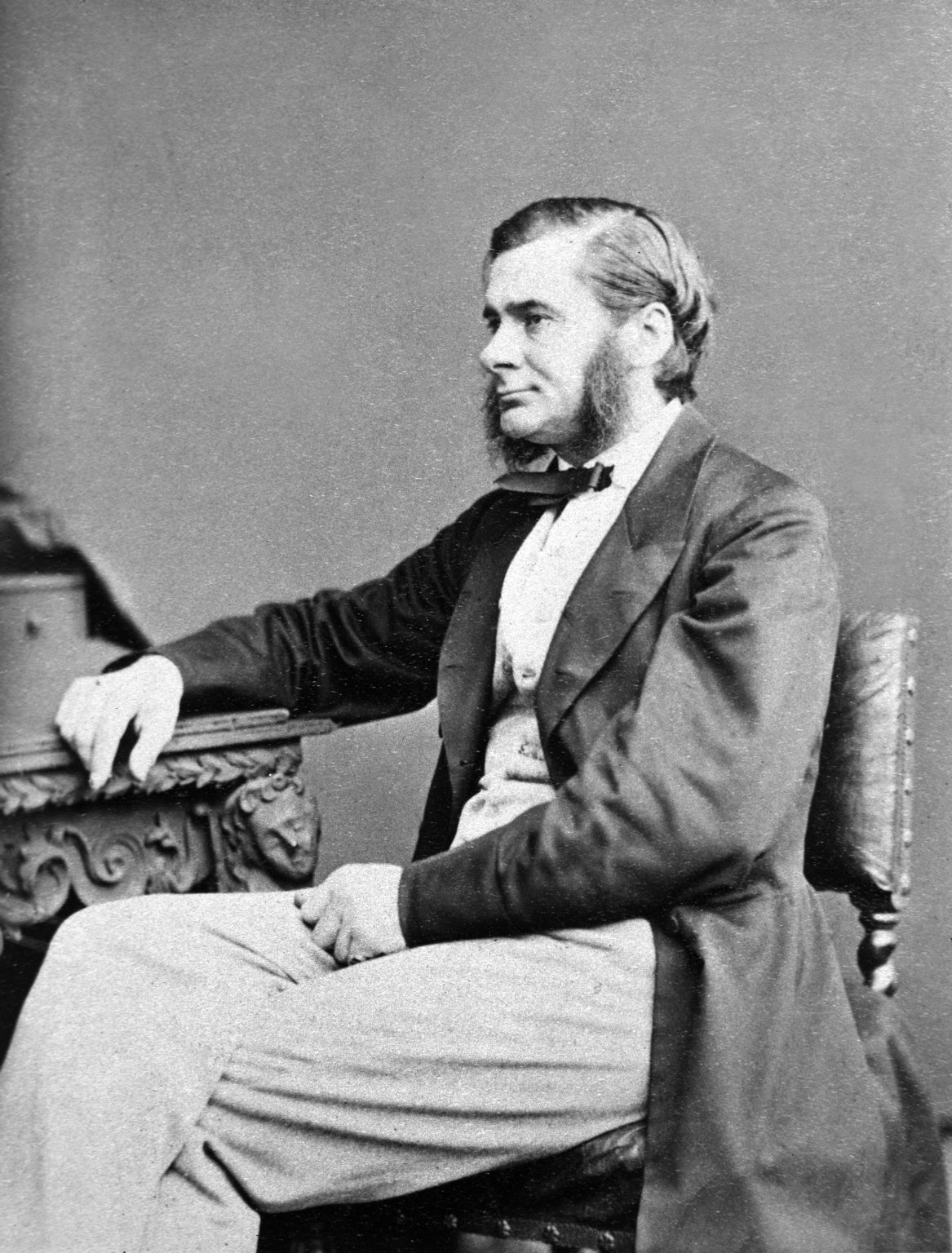
Thomas Henry Huxley

Epifenomenalisme of niet-interactionistisch eigenschapsdualisme is een doctrine die het eerst werd geformuleerd door Thomas Henry Huxley. Fundamenteel bestaat deze opvatting in het standpunt dat mentale fenomenen causaal machteloos zijn. Fysische gebeurtenissen kunnen andere fysische gebeurtenissen veroorzaken, fysische gebeurtenissen kunnen ook mentale gebeurtenissen voortbrengen, maar mentale gebeurtenissen kunnen zelf niets veroorzaken, aangezien ze causaal inerte bijproducten (epifenomenen) zijn van de fysische wereld.
Huxley zelf in 1874 vergeleek geestelijke processen met het gefluit van een stoomlocomotief, dat evenmin iets bijdraagt aan de werking van de locomotief. Zijn epifenomenalisme kreeg aanhang in met name het wetenschappelijk behaviorisme. In de beginjaren van de twintigste eeuw begonnen behavioristen als Ivan Pavlov, John B. Watson, en B. F. Skinner onderzoek naar de relatie tussen stimuli en respons zonder de referentie naar mentale fenomenen. In plaats hiervan adopteerden ze een vorm van eliminativisme, en ontkenden het bestaan van mentale processen.
In de jaren 1950 rezen er aanzienlijke weerstanden tegen het behaviorisme en gaf dit aanleiding tot de cognitieve revolutie in de psychologie. Deelnemers in deze revolutie, zoals Jerry Fodor, wezen het epifenomenalisme af en pleitten voor een "causale werkzaamheid" van de geest.
Het epifenomenalisme werd in recentere tijden het sterktst verdedigd door Frank Cameron Jackson.